# Rammeformler
En rammeformel er en formel der tillader en entreprenør, ud fra nogle få parametre, at bestemme en pæls bæreevne.
I 1955 lavede Andreas Knudsen i sit eksamensprojekt på DTH en rammeformel. Den blev offentliggjort på en geoteknikkongres i London i 1956 og kom sidenhen i de danske funderingsnormer, hvor den stadig er og kaldes Den danske rammeformel.
Der findes en lille flok af forskellige rammeformler. Ingen af dem formår at give en pæls nøjagtige bæreevne. Der gøres rundt om på jorden forsøg for at finde de bedste formler. "Den danske rammeformel" klarer sig godt i disse forsøg, som man kan se på Internettet, og må formodes pga sin enkelhed,at blive brugt i hele verden.

## Reference
1. ↑  "pdf-fil om fundering". Arkiveret fra originalen 25. december 2014. Hentet 25. december 2014.